# Vanderhorstia longimanus
Vanderhorstia longimanus es una especie de peces de la familia de los Gobiidae en el orden de los Perciformes.

## Hábitat
Es un pez de Mar y, de clima tropical y demersal que vive hasta los 110 m de profundidad.

## Distribución geográfica
Se encuentran en Indonesia.

## Observaciones
Es inofensivo para los humanos. 